# La Ferté-Frênel
La Ferté-Frênel is een plaats en voormalige gemeente in het Franse departement Orne (regio Normandië) en telt 714 inwoners (1999). De plaats maakt deel uit van het arrondissement Mortagne-au-Perche.

## Geschiedenis
La Ferté-Frênel is op 1 januari 2016 gefuseerd met de gemeenten  Anceins, Bocquencé, Couvains, Gauville, Glos-la-Ferrière, Heugon, Monnai, Saint-Nicolas-des-Laitiers en Villers-en-Ouche tot de gemeente La Ferté-en-Ouche. 

## Geografie
De oppervlakte van La Ferté-Frênel bedraagt 7,7 km², de bevolkingsdichtheid is 92,7 inwoners per km².
De onderstaande kaart toont de ligging van La Ferté-Frênel met de belangrijkste infrastructuur en aangrenzende gemeenten.

## Demografie
Onderstaande figuur toont het verloop van het inwonertal (bron: INSEE-tellingen).
Anceins · Bocquencé · Couvains · La Ferté-Frênel · Gauville · Glos-la-Ferrière · Heugon · Monnai · Saint-Nicolas-des-Laitiers · Villers-en-Ouche